# Diocese de Mondovì
A Diocese de Mondovì (Dioecesis Montis Regalis in Pedemonte ou Montis Vici) é uma circunscrição eclesiástica da Igreja Católica na Itália, pertencente à Província Eclesiástica do Piemonte e à Conferenza Episcopale Italiana, sendo sufragânea da Arquidiocese de Turim.
A sé episcopal está no Duomo de Mondovì, na província de Cuneo.

## Território
Em 2016 contava 115 mil batizados, numa população de 126 mil habitantes. As paróquias da diocese são 192.

## História
A diocese de Mondovì foi erguida por papa Urbano VI com a bula Salvator Noster dada em Perugia em 8 de junho de 1388, na sequência de uma petição apresentada ao papa pela cidade através do marquês Teodoro II de Monferrato.
Em 1560 foi bispo desta dicoese dom Antonio Michele Ghislieri, que em 1566 teria sido eleito papa com o nome de Pio V.

## Administração
Cronologia dos bispos do século XX:
|        | Nome                       | Período   | Notas                         |        |
| Bispos | Bispos                     | Bispos    | Bispos                        | Bispos |
| ------ | -------------------------- | --------- | ----------------------------- | ------ |
|        | Egidio Miragoli            | 2017-     | Atual                         |        |
|        | Luciano Pacomio            | 1996-2017 |                               |        |
|        | Enrico Masseroni           | 1987-1996 | Nomeado Arcebispo de Vercelli |        |
|        | Massimo Giustetti †        | 1975-1986 | Nomeado Bispo de Biella       |        |
|        | Francesco Brustia †        | 1970-1975 |                               |        |
|        | Carlo Maccari †            | 1963-1968 | Nomeado Arcebispo de Ancona   |        |
|        | Sebastiano Briacca †       | 1932-1963 |                               |        |
|        | Giovanni Battista Ressia † | 1897-1932 |                               |        |